# دالیبور ایلیچ
دالیبور ایلیچ (سیریلیک صربی: Далибор Илић؛ زادهٔ ۴ مارس ۲۰۰۰) بازیکن بسکتبال اهل صربستان است.

## حرفه
وی در مسابقات کشوری و بین‌المللی در مجموع برندهٔ ۱ مدال طلا شده‌است.